# Municipio de McIlroy
El municipio de McIlroy (en inglés: McIlroy Township) es un municipio ubicado en el condado de Franklin en el estado estadounidense de Arkansas. En el año 2010 tenía una población de 51 habitantes y una densidad poblacional de 0,66 personas por km².

## Geografía
El municipio de McIlroy se encuentra ubicado en las coordenadas 35°40′33″N 93°46′20″O / 35.67583, -93.77222. Según la Oficina del Censo de los Estados Unidos, el municipio tiene una superficie total de 76.93 km², de la cual 76,93 km² corresponden a tierra firme y (0,01 %) 0,01 km² es agua.

## Demografía
Según el censo de 2010, había 51 personas residiendo en el municipio de McIlroy. La densidad de población era de 0,66 hab./km². De los 51 habitantes, el municipio de McIlroy estaba compuesto por el 98,04 % blancos, el 1,96 % eran amerindios. Del total de la población el 1,96 % eran hispanos o latinos de cualquier raza.